# Paranaíba (gemeente)
Paranaíba is een gemeente in de Braziliaanse provincie Mato Grosso do Sul. Deze gemeente telt 39.424 inwoners (2005) en heeft een oppervlakte van 5.403 km².
Ten oosten van de stad ligt de rivier de Paranaíba.

## Verkeer en vervoer
De plaats ligt aan de wegen BR-158, BR-483, BR-497 en MS-240.